# Cuộc đời Giê-su theo Tân Ước
Bốn sách Phúc âm trong Tân Ước là nguồn tư liệu chính cho câu chuyện kể của tín hữu Cơ Đốc về cuộc đời Chúa Giê-su.

## Gia phả và Gia đình
Có hai ký thuật gia phả Giê-su trong các sách Phúc âm: một về họ nội qua người cha pháp lý Joseph (Giu-se hoặc Giô-sép) trong Phúc âm Matthew (Mát-thêu hoặc Ma-thi-ơ) 1: 2-16, và về họ ngoại qua người mẹ với những tham chiếu về người cha được chép ở Phúc âm Lu-ca 3: 23-38. Hai ký thuật trên đều truy nguyên phổ hệ của Giê-su đến Vua David, rồi từ đó đến Abraham. Có sự tương đồng nếu tính từ Abraham đến David, nhưng có một ít khác biệt nếu tính từ David đến Joseph. Matthew khởi đầu với Vua Solomon và liệt kê các đời vua Judah cho đến vị vua sau cùng, Jeconiah. Sau đó đất nước bị xâm lăng bởi Đế quốc Babylon. Như thế, Matthew chỉ ra rằng Giê-su là hậu duệ chính thức của vương triều Israel. Trong khi đó, bản gia phả của Luca dài hơn và chi tiết hơn bản gia phả của Matthew, truy nguyên đến Adam và cung cấp nhiều tên tuổi hơn trong đoạn từ David đến Giê-su, đưa ra các tên của những hậu duệ trực tiếp từ Adam đến Giê-su về phía Mary (Maria hoặc Ma-ri).
Joseph chỉ xuất hiện trong phần tường thuật về tuổi thơ của Giê-su. Sự kiện Giêsu phó thác cho người môn đồ thân yêu bổn phận chăm sóc bà Mary khi ông đang bị đóng đinh trên thập tự giá (Phúc âm Giăng 19: 25-27) cho thấy có lẽ Joseph đã từ trần trong thời gian Giê-su thi hành thánh chức. Cả Matthew 13: 55-57 và Mark (Macô hoặc Mác) 6: 3 đều nói về người thân trong gia đình của Giê-su. Phúc âm Máccô 6: 3 thuật lại rằng những người nghe Giê-su giảng luận đều hỏi "Có phải người là thợ mộc, con trai Ma-ri, anh em với Gia-cơ, Giô-sê, Giu-đe, và Si-môn chăng? Chị em người há chẳng phải ở giữa chúng ta đây ư?". Sứ đồ Phao-lô, trong thư gởi tín hữu ở Galatia (1: 19), đã viết: "nhưng tôi không thấy một sứ đồ nào khác, ngoại trừ James (Giacôbê hoặc Gia-cơ) là em của Chúa". Sử gia Do Thái sống vào thế kỷ thứ nhất, Josephus, đã mô tả James Người Công chính là "em của Giê-su, được gọi là Chúa Cơ Đốc". Hơn nữa, một sử gia Cơ Đốc, Eusebius (trước tác trong thế kỷ 4 nhưng trích dẫn những nguồn tài liệu từ trước nay đã thất lạc) có nhắc đến James Người Công chính là em Giê-su. Tuy nhiên, Epiphanius cho rằng họ là "những người con của người vợ trước của Joseph (không có ký thuật nào về sự kiện này)", trong khi Jerome lập luận rằng họ là "anh em họ của Giê-su". Từ adelphos trong tiếng Hy Lạp thường được dịch trong các bản Kinh Thánh là "anh em" nhưng cũng có thể chỉ các mối quan hệ gia đình, và Công giáo La Mã cũng như Chính Thống giáo Đông phương, chấp nhận giáo lý Mary đời đời đồng trinh, cho rằng adelphos nên được hiểu là người họ hàng hoặc anh em họ.
Theo ký thuật của Phúc âm Luca, Mary có họ hàng với Elizabeth, mẹ của Giăng Báp-tít (Gioan Tẩy giả).

## Giáng sinh và Thời thơ ấu

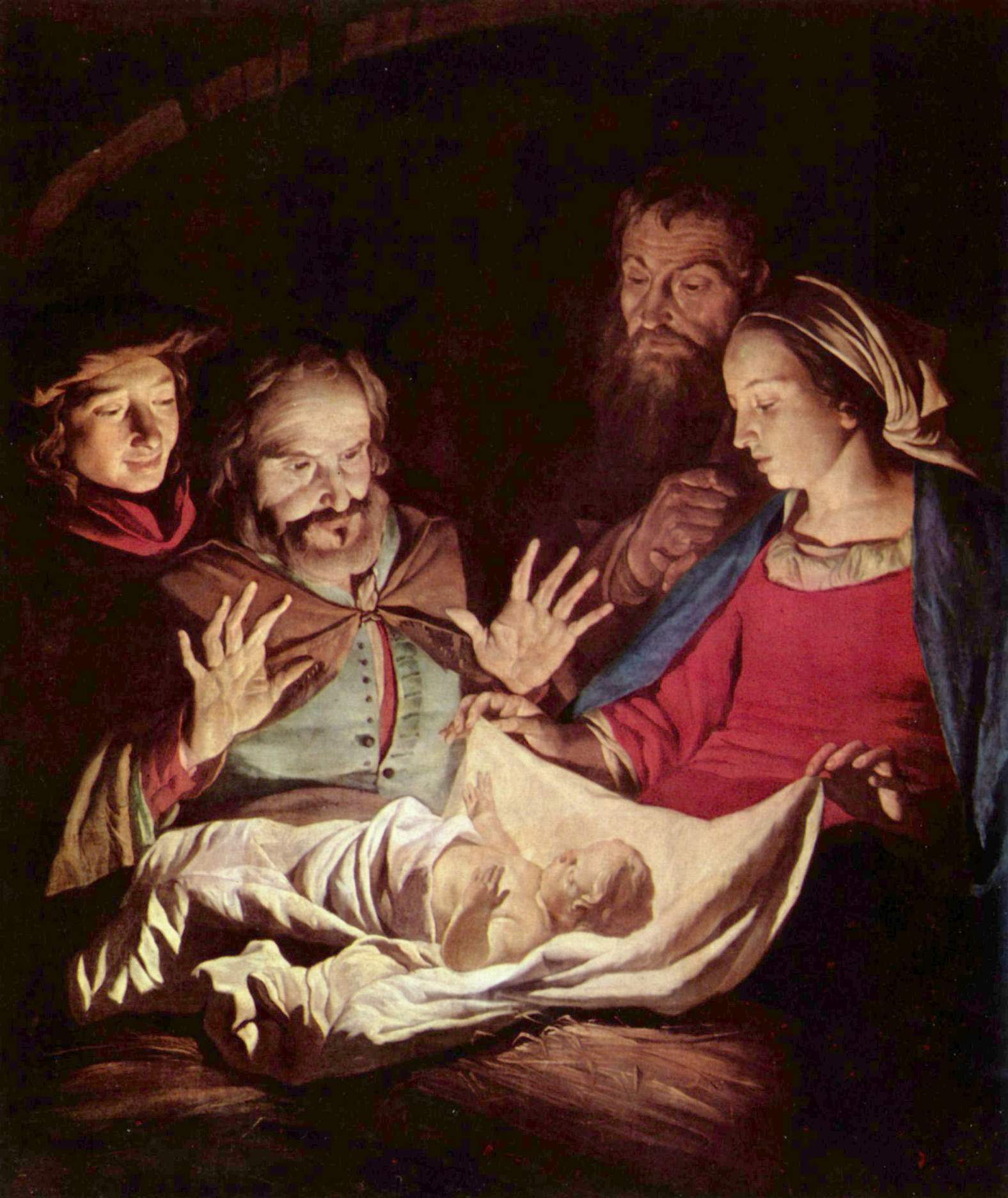
Các mục tử tìm đến tôn thờ Ấu Chúa, tranh Gerard van Honthorst

Theo Matthew và Luca, Giê-su sinh ở Bethlehem xứ Judea bởi Đức Nữ Đồng Trinh Maria, do quyền năng siêu nhiên của Chúa Thánh Thần. Phúc âm Lu-ca thuật lại sự kiện Thiên thần Gabriel đến gặp Đức Maria để báo tin Đức Nữ đã được chọn để mang thai Con Thiên Chúa. Tín hữu Công giáo gọi sự kiện này là Lễ Truyền tin. Cũng theo Lu-ca, Đức Maria và Thánh Giu-se, bởi chiếu chỉ của Caesar Augustus, phải rời nhà mình ở Nazareth để trở về quê hương của Giu-se thuộc dòng dõi của Vua David để đăng ký vào sổ dân. Sau khi sinh hạ Hài Nhi Giê-su, hai người phải dùng một máng cỏ làm nôi bởi vì không có chỗ trong quán trọ. Theo Lu-ca 2: 8-20, một thiên thần đã loan tin giáng sinh cho những người chăn chiên để họ tìm đến chiêm ngưỡng rồi họ báo tin mừng đến khắp nơi trong vùng. Matthew thuật lại câu chuyện Những nhà thông thái mang lễ vật đến cho Hài Nhi Giê-su trong cuộc hành trình được hướng dẫn bởi một vì sao mà họ tin là dấu hiệu báo tin giáng sinh của Đấng Messiah hay Vua dân Do Thái.
Tuổi thơ của Đức Giê-su, theo ký thuật của Tân Ước, trải qua ở thành Nazareth xứ Galilee sau khi trở về từ Ai Cập, nơi họ tìm đến trú ẩn ngay sau khi Đức Giê-su chào đời để tránh cuộc tàn sát của vua Herod. Năm 12 tuổi, cậu bé Giê-su cùng cha mẹ lên Đền Thờ ở Jerusalem, cậu tự mình ở lại Đền Thờ trong ba ngày và được cha mẹ tìm thấy, là toàn bộ cuộc sống ẩn dật thời thơ ấu của Đức Giê-su Ki-tô được ghi trong sách Tân Ước của Luca.

## Thanh tẩy và chịu cám dỗ
Phúc âm Máccô bắt đầu với sự kiện Giê-su chịu báp têm (phép rửa) bởi Giăng Báp-tít (Gioan Tẩy giả), được các học giả Kinh Thánh xem là điểm khởi đầu thánh chức của ngài trên đất. Theo ký thuật của Mark, Giê-su đến sông Jordan, nơi Giăng Báp-tít vẫn giảng dạy và làm báp têm cho đám đông. Sau khi Giê-su chịu lễ báp têm và bước lên khỏi nước thì, theo lời thuật của Mark, "Ngài thấy các từng trời mở ra, và Chúa Thánh Linh ngự xuống trên Ngài như chim bồ câu. Lại có tiếng từ trên trời phán rằng: Ngươi là Con Yêu dấu của ta đẹp lòng ta mọi đường" (Mark 1: 10-11). Lu-ca bổ sung những chi tiết tuần tự kể rằng Giăng Báp-tít khởi sự giảng dạy vào năm thứ 15 đời Tiberius Ceasar (khoảng năm 28 CN.), và Giê-su chịu lễ báp têm lúc ngài khoảng ba mươi tuổi. Matthew bổ sung cho các ký thuật khác chi tiết Giăng từ chối làm lễ báp têm cho Giê-su, nói rằng chính Giê-su mới là người xứng đáng cử hành lễ báp têm cho Giăng. Tuy nhiên, Giê-su nhấn mạnh rằng việc ngài chịu lễ báp têm là để "làm trọn mọi việc công bình". Phúc âm Giăng tập chú vào lời chứng của Giăng Báp-tít nhìn thấy Chúa Thánh Linh như chim bồ câu đậu trên mình Giê-su, và nhận biết ngài là "Chiên con của Thiên Chúa", và là Chúa Cơ Đốc (nghĩa là đấng chịu xức dầu để trị vì).
Theo ký thuật của phúc âm Mátthêu, sau khi chịu lễ báp têm, Chúa Thánh Linh đưa Giê-su vào hoang mạc, ở đó ngài kiêng ăn trong bốn mươi ngày đêm. Ma quỷ hiện ra và cám dỗ Giê-su bày tỏ quyền năng siêu nhiên để chứng minh ngài chính là Thiên Chúa, nhưng ngài đã khước từ và thắng sự cám dỗ của ma quỷ bằng cách trưng dẫn lời Kinh Thánh từ sách Phục truyền Luật lệ ký (Đệ nhị Luật). Cả thảy, ma quỷ tìm đến cám dỗ ngài ba lần. Các sách Phúc âm thuật lại rằng, sau khi chịu thất bại, ma quỷ bỏ đi và các thiên sứ đến để hầu việc Giê-su.

## Thi hành Thánh chức

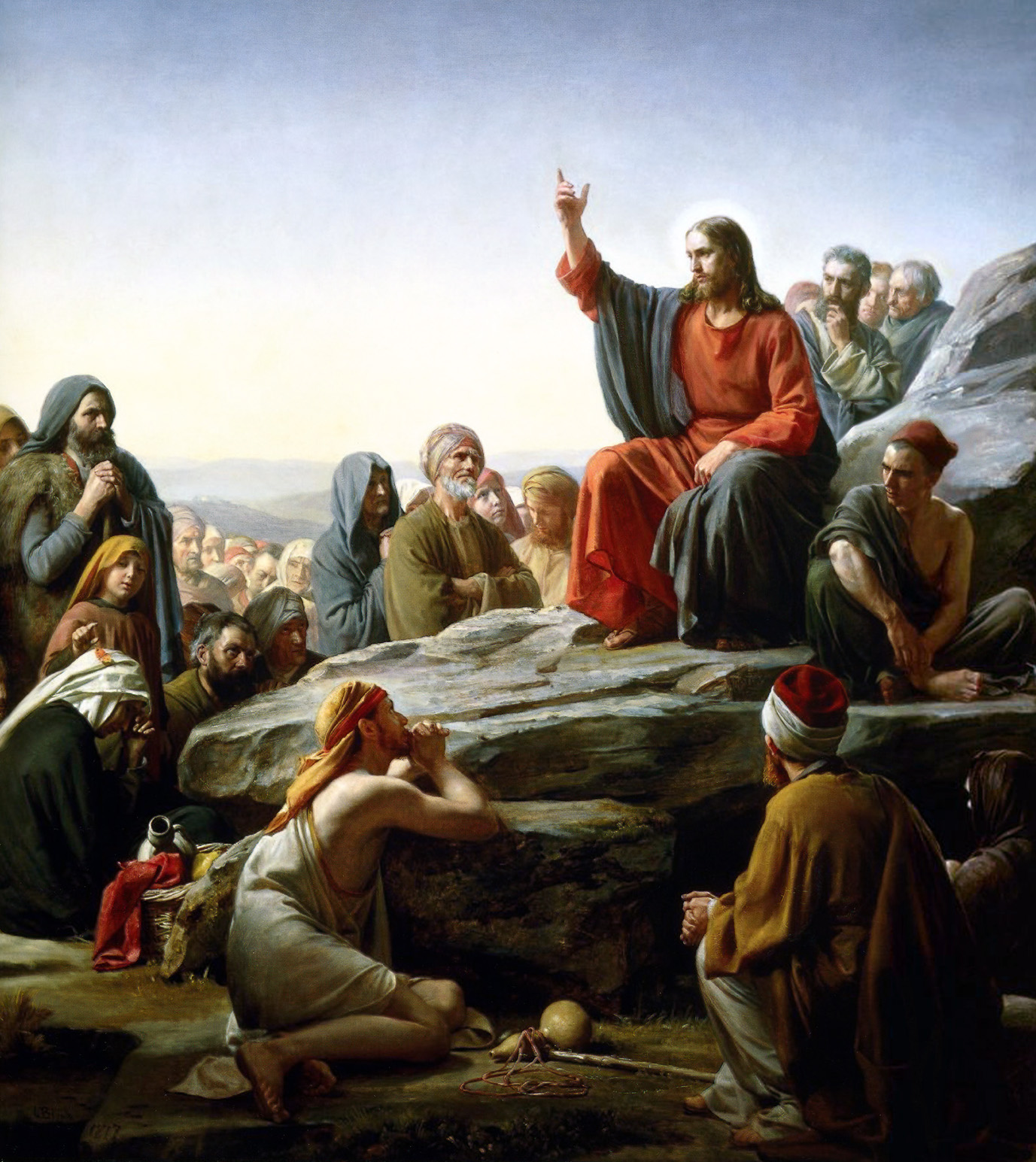
Bài giảng trên núi,
tranh của Carl Heinrich Bloch, thế kỷ 19

Theo các sách Phúc âm, Giê-su là Đấng Messiah, "Con Thiên Chúa", "Chúa và Thiên Chúa". Ngài đến để "phó mạng sống mình làm giá chuộc nhiều người" và "giảng tin mừng của Nước Trời". Các sách Phúc âm cũng thuật lại rằng Giê-su đi khắp nhiều nơi để rao giảng tin lành và làm nhiều phép lạ như chữa bệnh, đuổi quỷ, đi trên mặt nước, hóa nước thành rượu, và khiến kẻ chết sống lại như trong câu chuyện của Lazarus.
Phúc âm Giăng ghi nhận ba kỳ lễ Vượt qua trong thời gian Giê-su thi hành thánh chức. Điều này ngụ ý thời gian Giê-su rao giảng Phúc âm kéo dài ba năm. Mặc dù có nhiều môn đồ, Giê-su rất gần gũi với Mười hai Sứ đồ. Có những đám đông khổng lồ lên đến hàng ngàn người tìm đến nghe ngài giảng dạy. Dù không được tôn trọng ở quê nhà, và ở Perea (thuộc phía tây sông Jordan), ngài được đặc biệt trọng vọng trong xứ Galilee (phía bắc Israel).
Một trong những bài thuyết giáo nổi tiếng nhất của Giê-su là Bài giảng trên núi, trong đó có Các Phước Lành và bài Cầu nguyện chung (Kinh Lạy Cha). Giê-su khuyên bảo tránh xa sự giận dữ, dâm dục, chớ ly dị, thề nguyền và báo thù; tôn trọng và tuân giữ Luật pháp Moses. Theo ghi chép trong phúc âm Mátthêu, Giê-su nói: "Các ngươi đừng tưởng Ta đến đặng bãi bỏ luật Mô-sê hay là lời các ngôn sứ; ta đến không phải để bãi bỏ, nhưng là để kiện toàn"., Trong khi diễn giải luật Moses, Giê-su truyền dạy môn đồ "điều răn mới" và khuyên họ "nếu ai vả má bên hữu ngươi, hãy đưa má bên kia", hãy yêu kẻ thù và cần tuân giữ tinh thần của luật pháp chứ không phải mù quáng theo văn tự.
Giê-su thường dùng dụ ngôn khi giảng dạy, như chuyện kể về Người con trai hoang đàng (Lu-ca 15: 11-32), và câu chuyện Người gieo giống. Giáo huấn của ngài tập chú vào tình yêu vô điều kiện và thấm nhuần tinh thần hi sinh đối với Thiên Chúa và đối với mọi người. Giê-su cũng dạy về tinh thần phục vụ và đức khiêm nhường cũng như lòng bao dung khoan thứ, sống hòa bình, đức tin, và ơn thừa hưởng sự sống vĩnh cửu trong "Vương quốc Thiên Chúa". Giê-su loan báo những sự kiện sẽ xảy ra, và tiên báo về sự tận cùng của thế giới, là điều sẽ đến cách bất ngờ; do đó, nhắc nhở những người theo ngài hãy luôn tỉnh thức và trung tín trong đức tin. Bài giảng trên núi Olive, được chép trong phúc âm Mátthêu 24, Mark 13, và Lu-ca 21 cung cấp nhiều chi tiết về sự kiện này.
Trong giáo huấn của Giê-su có những điều xem ra là nghịch lý đối với thế gian nhưng phù hợp với lẽ công bình của Thiên Chúa như lời cảnh báo "kẻ đầu sẽ nên rốt, và rốt sẽ nên đầu" cũng như lời dặn dò "Ai muốn cứu sự sống mình thì sẽ mất, còn ai vì cớ ta mà mất sự sống thì sẽ được lại" (Matt. 16: 25) và lời khuyên hãy lấy tình yêu thương và lòng hiếu hòa mà đáp trả bạo lực. Giê-su hứa ban sự bình an cho những người tin ngài, và giải quyết mọi nan đề họ đối diện trong cuộc sống song Giê-su cũng cảnh báo rằng sẽ có sự phân rẽ khiến các thành viên trong gia đình chống nghịch nhau (vì bất đồng về niềm tin)..

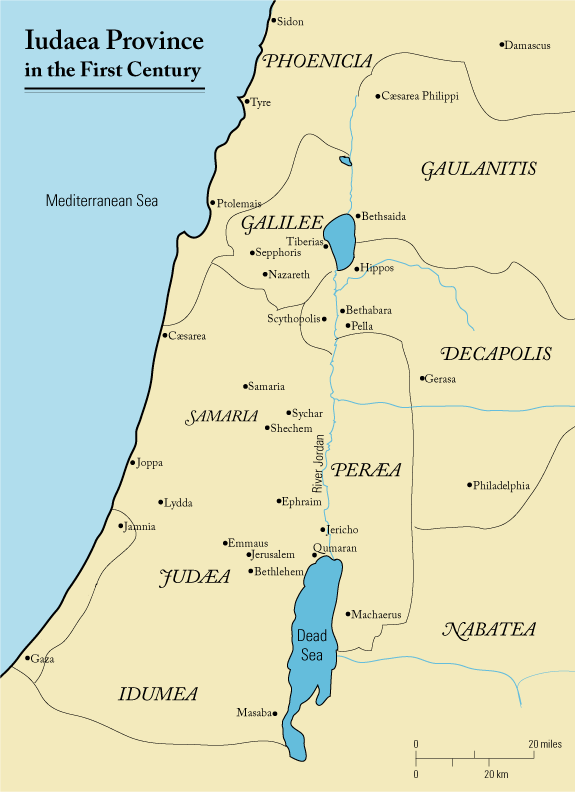
Xứ Judaea và Xứ Galilee trong thời Giê-su

Giê-su thường tranh luận với giới lãnh đạo tôn giáo của dân Do Thái. Ngài bất đồng với người Sadducee vì họ không tin vào sự sống lại của người chết. Mối quan hệ giữa Giê-su và người Pharisee còn phức tạp hơn. Mặc dù thường quở trách người Pharisee là đạo đức giả, Giê-su vẫn mở ra cho họ cơ hội tiếp cận với giáo huấn của ngài bằng cách cùng ăn tối với họ, giảng dạy tại các hội đường, và xem một số người Pharisee như Nicodemus là môn đồ.
Giê-su sống gần gũi với những người bị xã hội khinh rẻ như giới thu thuế (nhân viên thuế vụ của Đế chế La Mã, thường bị khinh miệt vì lợi dụng chức quyền để nhũng nhiễu), trong đó có Matthew (về sau là một trong Mười hai Sứ đồ); khi người Pharisee chỉ trích Giê-su vì thường tiếp xúc với kẻ tội lỗi, Giê-su đáp lại rằng chỉ có người bệnh mới cần đến thầy thuốc, không phải người khỏe mạnh hoặc tưởng mình là khỏe mạnh, "Hãy đi và học cho biết câu này nghĩa là gì: Ta muốn sự thương xót, nhưng chẳng muốn của tế lễ. Vì ta đến đây không phải để kêu kẻ công bình, song kêu kẻ có tội". (Matt. 9: 13). Theo Lu-ca và Giăng, Giê-su tìm đến để rao giảng phúc âm cho cộng đồng Samaria (những người theo một hình thức biến dị của Do Thái giáo và bị người Do Thái xem là tà giáo) cạnh giếng Jacob tại Sychar
Bốn sách Phúc âm đều thuật lại sự kiện Giê-su được chào đón vinh hiển khi vào thành Jerusalem. Ấy là trong kỳ lễ Vượt qua (15 Nisan; vào mùa xuân) theo Phúc âm Giăng, họ hô vang Hosanna để chúc tụng Chúa là Đấng Messiah.

## Chết trên thập tự giá

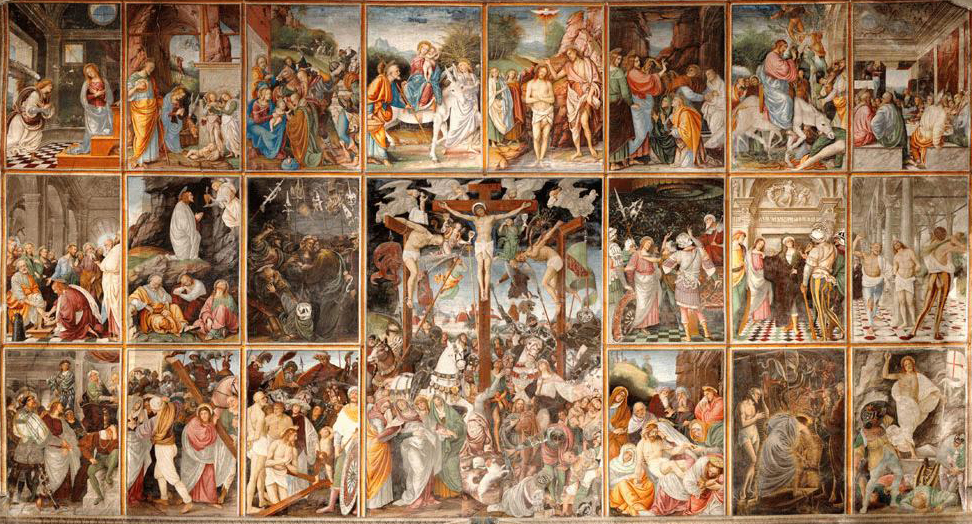
Cuộc đời và đường khổ nạn của Giêsu, tranh của họa sĩ Ý Gaudenzio Ferrari, 1513

Câu chuyện Giê-su vào Đền thờ được ký thuật trong ba sách Phúc âm đồng quan, và trong Phúc âm Giăng. Khi bước vào Đền thờ, Giê-su nhìn thấy trong sân đầy những thú nuôi dùng để dâng tế lễ, và bàn của những người đổi bạc. Họ đổi tiền đang lưu hành sang những đồng nửa shekel, loại tiền đồng dùng trong nghi thức đền thờ. Theo các sách phúc âm, Giê-su đánh đuổi thú nuôi, hất đổ những bàn đổi tiền và nói "Có lời chép rằng, Nhà ta sẽ là nhà cầu nguyện; song các ngươi biến thành hang trộm cướp" (Matthew 21: 13; Mark 11: 17; Lu-ca 19: 46).
Theo các sách phúc âm đồng quan, Giê-su dùng bữa cùng các môn đồ, gọi là Tiệc Ly, rồi đến Vườn Gethsemane để cầu nguyện. Trong bữa tiệc ly, Giê-su bẻ bánh, dâng lời tạ ơn, đưa bánh cho các môn đồ mà nói rằng "Nầy là thân thể ta"; Rồi lấy chén, tạ ơn, đưa cho các môn đồ mà nói rằng "Hết thảy hãy uống đi; vì này là huyết ta, huyết của sự giao ước đã đổ ra cho nhiều người được tha tội". Sau cùng, ngài căn dặn môn đồ: "Hãy làm điều này để nhớ đến ta".
Khi đang ở trong vườn Gethsemane, lính La Mã tìm đến vây bắt Giê-su theo lệnh của Tòa Công luận (Sanhedrin) và thầy thượng tế Caiaphas (về sau được nhắc đến trong Matthew 26: 65-67). Nhà chức trách quyết định bắt giữ Giê-su vì xem ngài là mối đe dọa cho quyền lực của họ, vì cách thức Chúa dùng để diễn giải Kinh Thánh và vì Chúa thường vạch trần sự giả trá của họ trong đời sống tôn giáo. Họ tìm cách bắt Giê-su vào ban đêm hầu tránh bùng nổ bạo loạn vì ngài được dân chúng yêu mến. Theo các sách Phúc âm, Judas Iscariot, một trong các sứ đồ, phản bội Giê-su bằng cách ôm hôn ngài để giúp binh lính có thể nhận diện ngài trong bóng đêm. Một môn đồ, Peter (Phêrô hoặc Phi-e-rơ) dùng gươm tấn công những kẻ đến bắt giữ Giê-su, chém đứt tai một người, nhưng theo Phúc âm Luca, Giê-su chữa lành cho người ấy. Ngài quay sang quở trách Peter rằng "Hãy nạp gươm vào vỏ; vì hễ ai cầm gươm sẽ bị chết vì gươm" (Matthew 26: 52). Sau khi Giê-su bị bắt, các môn đồ tản lạc nhiều nơi để ẩn trốn. Thầy Thượng tế và các trưởng lão tra hỏi Giê-su "Ngươi là Con Thiên Chúa sao?"; ngài đáp: "Chính các người nói ta là Con Ngài" (Lu-ca 22: 70-71). Giê-su bị Tòa công luận buộc tội phạm thượng. Thầy Thượng tế giao ngài cho Tổng đốc La Mã Pontius Pilate với cáo buộc phản loạn vì cho rằng Giê-su tự nhận mình là Vua dân Do Thái.

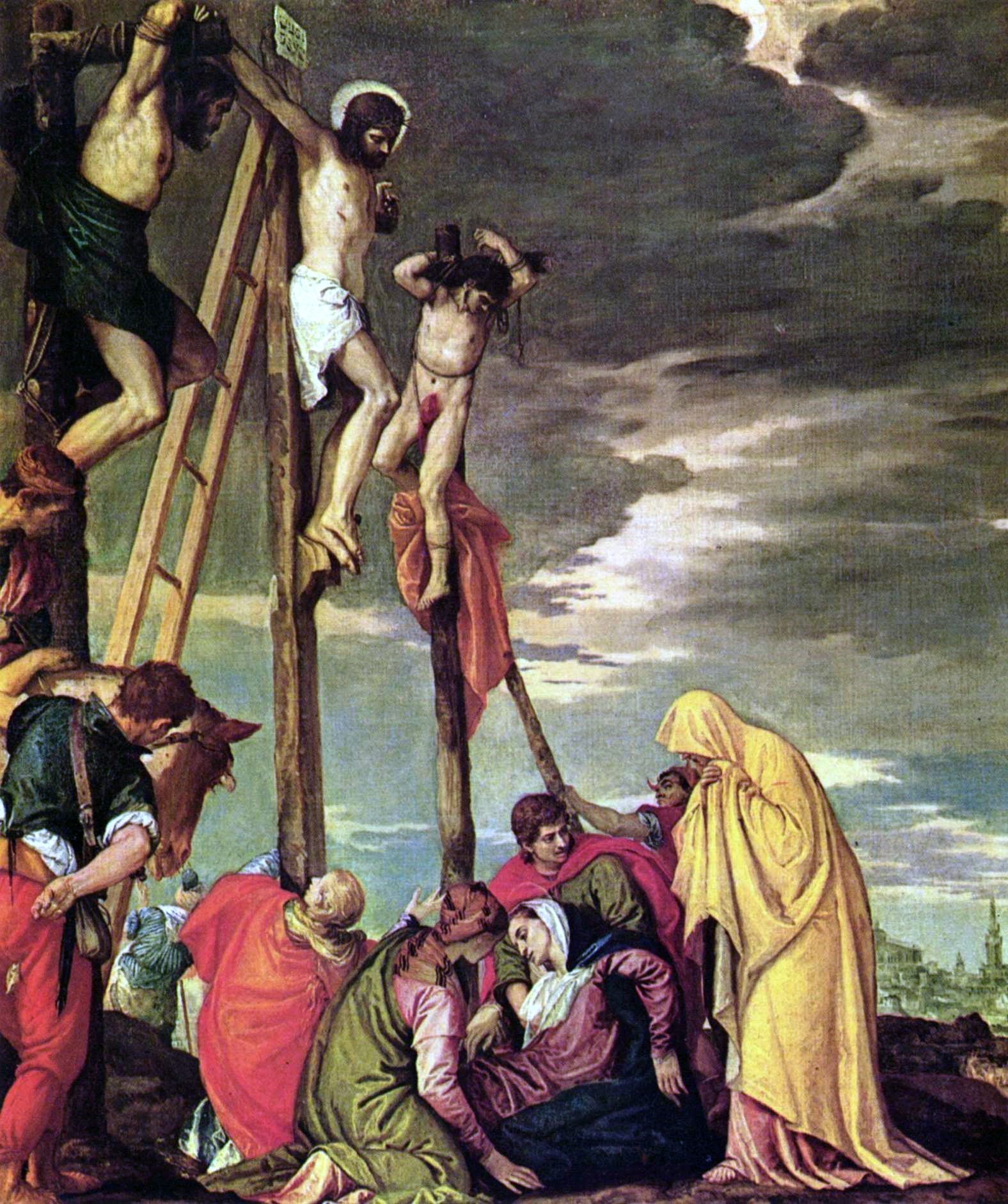
Chúa bị đóng đinh, tranh Paolo Veronese, thế kỷ 16.

Khi Pilate hỏi Giê-su "Có phải ngươi là Vua của dân Do Thái không?", ngài trả lời: "Thật như lời ngươi nói". Theo các sách phúc âm, Pilate nhận biết Giê-su không phạm tội gì chống nghịch chính quyền La Mã, vì vậy theo tập tục, vào dịp lễ Vượt qua tổng đốc La Mã sẽ phóng thích một tù nhân, Pilate yêu cầu đám đông chọn giữa Giê-su người Nazareth và một kẻ phiến loạn tên Barabbas. Đám đông, theo sự xúi giục của giới lãnh đạo Do Thái, muốn Barabbas được tha và Giê-su bị đóng đinh. Theo phúc âm Mátthêu, Pilate rửa tay mình để bày tỏ rằng ông vô tội trong quyết định này. Pilate, vì cố xoa dịu cơn phẫn nộ của đám đông, cho đánh đòn Giê-su. Song đám đông tiếp tục đòi hỏi Giê-su phải bị đóng đinh. Trong cơn cuồng nộ, họ gào thét, "Hãy đóng đinh hắn trên cây thập tự," và khẳng định trách nhiệm của họ về cái chết của Giê-su, "Huyết nó sẽ đổ lại trên chúng tôi và con cái chúng tôi!". Cuối cùng Pilate chịu nhượng bộ. Những người lính La Mã đan một mão bằng gai và đặt trên đầu ngài, rồi quỳ xuống mà chế giễu "Mừng Vua dân Do Thái".
Bốn sách Phúc âm thuật lại Pilate ra lệnh đóng đinh Giê-su với tấm bảng treo trên đầu cây thập tự viết rằng "Người này là Giê-su, Vua dân Do Thái". Buộc phải vác thập tự giá lên đồi Golgotha, nơi ngài bị đóng đinh. Theo Phúc âm Luca, khi bị treo trên cây thập tự, Giê-su cầu nguyện: "Lạy Cha, xin tha cho họ; vì họ không biết mình làm điều gì" (Luca 23. 34). Nhiều người đi qua nhiếc móc Giê-su và có kẻ cho uống giấm khi nghe Giê-su kêu khát. Theo Phúc âm Giăng, Mary và những phụ nữ khác đến bên chân thập tự giá. Khi thấy Giê-su đã chết, một người lính La Mã dùng giáo đâm vào hông để kiểm tra, tức thì máu và nước chảy ra.
Theo bốn sách phúc âm, Giê-su trút hơi thở cuối cùng trước khi trời tối, Joseph người Arimathea, một người Do Thái giàu có và là thành viên Tòa Công luận, đến gặp Pilate để xin an táng Giê-su, ông đặt xác trong một ngôi mộ. Theo ký thuật của Giăng, Nicodemus, người được nhắc đến trong những phần khác của Phúc âm Giăng, tìm đến cùng Joseph lo việc an táng. Các sách Phúc âm đồng quan đều thuật lại hiện tượng động đất và bầu trời tối sầm từ mười hai giờ trưa đến ba giờ chiều.

## Phục sinh và Lên Trời

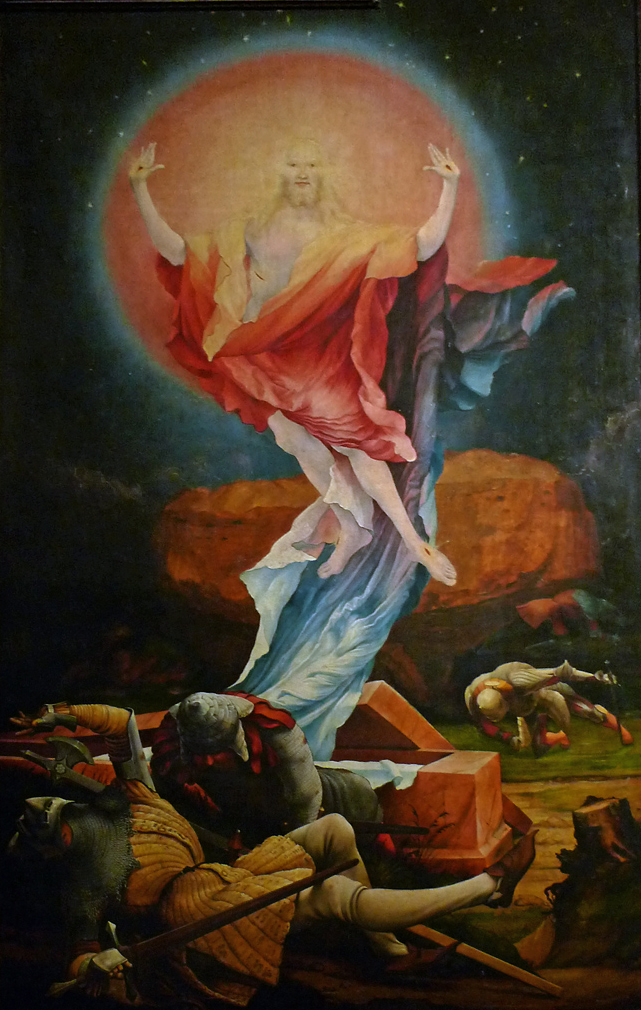
Một họa phẩm thế kỷ 16 miêu tả Sự Phục sinh của Giê-su của Matthias Grünewald

Theo các sách Phúc âm, Giê-su sống lại từ kẻ chết sau ba ngày kể từ khi bị đóng đinh trên cây thập tự. phúc âm Mátthêu thuật lại một thiên sứ hiện ra bên ngôi mộ và báo tin sự sống lại của Giê-su cho những phụ nữ khi họ đến xức xác theo tục lệ. Quang cảnh hiện ra của thiên sứ đã làm các lính canh hôn mê. Trước đó, thầy thượng tế và người Pharisêu xin Pilate cho lính đến gác mộ vì họ tin rằng các môn đồ sẽ tìm cách cướp xác. Vào buổi sáng phục sinh, Giê-su hiện ra với Mary Magdalene. Khi Mary nhìn vào ngôi mộ, hai thiên sứ hỏi bà tại sao khóc; và khi bà nhìn quanh, thấy Giê-su nhưng không nhận ra cho đến khi ngài gọi bà.
Theo ký thuật của sách Công vụ các Sứ đồ, Giê-su hiện ra cho nhiều người tại nhiều địa điểm khác nhau trong suốt bốn mươi ngày. Sau khi sống lại, Giê-su đến với hai người khách bộ hành đang trên đường đến thành Emmaus. Khi các môn đồ nhóm lại, Giê-su hiện ra với họ ngay buổi chiều phục sinh. Thư Corinthian thứ nhất, Phúc âm cho người Hebrew, và một số tư liệu cổ khác đều đề cập đến việc hiện ra cho James (Giacôbe hoặc Gia-cơ). Theo Phúc âm Giăng, một môn đồ tên Thomas tỏ vẻ hoài nghi về sự phục sinh của Giê-su, nhưng sau khi đặt tay vào vết đâm bên hông, ông thốt lên "Lạy Chúa tôi, Thiên Chúa của tôi!". Sau đó, Giê-su đến xứ Galilee và hiện ra với vài môn đồ bên bờ hồ. Sau khi ủy thác cho các môn đồ sứ mạng rao giảng Phúc âm trên khắp đất, Giê-su về trời, "Ngài phán bấy nhiêu lời rồi, thì được cất lên trong lúc họ đang nhìn xem Ngài, có một đám mây tiếp Ngài khuất đi, không thấy nữa" (Công vụ 1: 9). Giê-su hứa trở lại để ứng nghiệm lời tiên tri về sự tái lâm.
Các sách Phúc Âm và Công vụ tông đồ đều ghi nhận rằng Chúa Giêsu đã gặp lại các môn đệ tại các nơi khác nhau trong suốt bốn mươi ngày sau khi sống lại, và sau đó về trời  từ núi Ôliu  (nay là Lễ Thăng Thiên). Ngày thứ 50 kể từ sau sự kiện Phục sinh, Chúa Thánh Thần hiện xuống với các tông đồ và loan báo tin mừng, theo Tân Ước, ngày này cũng được xem là ngày khai sinh ra Giáo hội Công giáo.